# Psychoda flava
Psychoda flava är en tvåvingeart som beskrevs av Edwards 1927. Psychoda flava ingår i släktet Psychoda, och familjen fjärilsmyggor. Inga underarter finns listade.